# Medical Oncology
Medical Oncology is een internationaal, aan collegiale toetsing onderworpen wetenschappelijk tijdschrift op het gebied van de oncologie. De naam wordt in literatuurverwijzingen meestal afgekort tot Med. Oncol. Het wordt uitgegeven door Springer Science+Business Media. Het tijdschrift is opgericht in 1984 en verschijnt 5 keer per jaar.